# Coprobolus poculiformis
Coprobolus poculiformis — вид грибів, що належить до монотипового роду Coprobolus.